# George Briscoe Kerferd
George Briscoe Kerferd (* 15. Januar 1915 in Melbourne, Australien; † 9. August 1998 in Manchester, England) war ein australischer Klassischer Philologe, der vor allem in Großbritannien wirkte.

## Leben
George Kerferd studierte Classics in Australien und in Oxford. Von 1939 bis 1941 war er Lecturer für Griechisch an der University of Durham, von 1942 bis 1946 dasselbe an der University of Sydney, 1946 bis 1951 erneut in Durham und von 1951 bis 1956 Senior Lecturer für Latein und Griechisch an der University of Manchester. Von 1956 bis 1967 war er Professor of Classics am University College, Swansea. Schließlich wechselte er erneut nach Manchester, wo er von 1967 bis 1973 Hulme Professor of Latin und von 1973 bis zu seiner Emeritierung 1982 Hulme Professor of Greek war.
Kerferd arbeitete vor allem zur Sophistik des 5. Jahrhunderts v. Chr. in Griechenland.

## Schriften (Auswahl)
- (Hrsg.): The sophists and their legacy (= Hermes Einzelschriften 44). Franz Steiner, Wiesbaden 1981
- The sophistic movement. Cambridge University Press, Cambridge 1981.
  - Französische Übersetzung: Le mouvement sophistique. Traduit et présenté par Alonso Tordesillas et Didier Bigou. Librairie philosophique J. Vrin, Paris 1999.